# Chalybion planatum
Chalybion planatum är en biart som först beskrevs av George Arnold 1951.
Chalybion planatum ingår i släktet Chalybion och familjen grävsteklar. Inga underarter finns listade i Catalogue of Life.